# Этот жестокий век
Этот жестокий век (англ. This Angry Age, фр. Barrage contre le Pacifique) — кинофильм режиссера Рене Клемана. Первая экранизация романа Маргерит Дюрас «Плотина против Тихого океана» (1950).

## Сюжет
Вдова мадам Дюфрен, владелица концессии в Индокитае в 1950 году, всеми средствами пытается защитить свои рисовые поля от приливов и тайфунов Тихого океана. Не имея больших финансовых средств, она вкладывает всё в своих двух детей Сюзанну и Джозефа, которые стремятся к лучшей жизни в городе. Ей также приходится сталкиваться с правительственным агентом, которому поручено выкупить свою добычу.